# Balș
Balș (pronunciació en romanès: [balʃ]) és una ciutat del comtat d'Olt, Oltènia (Romania). La ciutat administra tres pobles: Corbeni, Româna i Teiș.

## Etimologia
Hi ha tres hipòtesis sobre el nom de la ciutat. La primera afirma que la localitat va rebre el nom del rierol Balșița. La segona que el nom prové de la paraula turca "Baliş" (mel), ja que hi ha una gran zona apícola. Mentre que la tercera creu que és perquè al segle V o VI, s'hi establí un boiar anomenat Balș.
El 1450 és la data estimada en què es va establir Balș, mentre que la primera menció de Balș en un document succeí el 1564.

## Població
- 1864 - 1.700 habitants.
- 1884 - 2.500 habitants.
- 1921 - 5.000 habitants.
- 1938 - 5.300 habitants.
- 1948 - 6.128 habitants.
- 1973 - 11.578 habitants.
- 1992 - 24.560 habitants.
- 2002 - 21.195 habitants.

Segons el darrer cens del 2011, la població de Balş és de 18.164 habitants, per sota del cens anterior (des del 2002), quan es van registrar 21.271 habitants. La majoria dels habitants són romanesos (88,12%), amb una minoria de gitanos (3,35%). Per al 8,47% de la població, es desconeix l’ètnia. Des del punt de vista confessional, la majoria dels habitants són ortodoxos (90,64%). Per al 8,49% de la població, no es coneix l’afiliació confessional.